# Преобразование Кельвина
Преобразова́ние Ке́львина применяется при решении задач Дирихле для уравнения Лапласа в неограниченных областях. Преобразованием Кельвина функции u(x) является функция
{\displaystyle u^{*}(x^{*})=\left({\frac {R}{|x^{*}|}}\right)^{n-2}u\left({\frac {R^{2}}{|x^{*}|^{2}}}x^{*}\right),}

OP = x, OP = x* — симметричные относительно сферы точки

где точки x и x* симметричны относительны сферы с радиусом R: {\displaystyle |x||x^{*}|=R^{2}}, а n — размерность пространства.
Преобразование Кельвина интересно тем, что оно сохраняет гармоничность функции, при этом выполняется следующее равенство:
{\displaystyle \Delta u^{*}(x^{*})={\frac {R^{n+2}}{|x^{*}|^{n+2}}}(\Delta u)^{*}(x^{*}).}